# Novo Horizonte do Oeste
Novo Horizonte do Oeste est une municipalité brésilienne située dans l'État du Rondônia.